# Salgado (Sergipe)
Salgado è un comune del Brasile nello Stato del Sergipe, parte della mesoregione del Leste Sergipano e della microregione di Boquim.